# Vexations

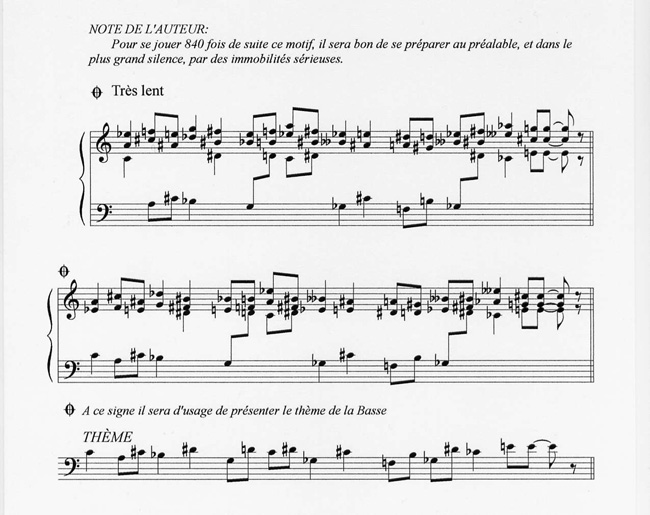
Partition de Vexations pour piano.

Vexations est une œuvre pour piano composée par Erik Satie en 1893. En tête de partition, le compositeur a écrit cette « Note de l'auteur » :

« Pour se jouer 840 fois de suite ce motif, il sera bon de se préparer au préalable, et dans le plus grand silence, par des immobilités sérieuses,. »

## Présentation
L'œuvre (de forme A - A1 - A - A2) est une répétition d'un motif unique A (thème), sur une mesure à treize temps, et ses harmonisations (ou variations,) A1, A2, joués 840 fois de suite sans arrêt. Le tempo se lit Très lent sans indication métronomique.
Le motif de la partition se joue en deux minutes environ, selon l'interprétation. L'exécution complète de l'œuvre peut ainsi varier entre quatorze et vingt-quatre heures, voire vingt-huit ou trente-cinq, selon le tempo adopté par le ou les interprètes.
Vexations a été qualifié par le Livre Guinness des records de « plus longue pièce pour piano de l'histoire »,.

## Histoire
Bien que composée en 1893, l’œuvre ne fut ni imprimée ni jouée du vivant d'Erik Satie. Le compositeur américain John Cage fut le premier à prendre l'initiative d'une interprétation intégrale de l'œuvre, dix pianistes (dont le jeune John Cale) se relayant pour la jouer pendant plus de 18 heures, en 1963, à New York,. Le New York Times présenta ainsi le concert : « Une longue, longue, longue nuit (et journée) au piano [...] Quoi qu'il en fût, cela a fait l'histoire musicale. » Cage fut plus prolixe et décrivit son expérience ainsi :

« Ce qui advint, c'est que nous étions très fatigués, naturellement, après une telle longueur de musique, et je conduisis jusque chez moi. Je dormis exceptionnellement longtemps, et lorsque je me levai, je me sentis différent de tout ce que j'avais ressenti auparavant. Et de plus mon environnement me semblait étranger, bien que ce fût le lieu où je vis. En d'autres termes, j'avais changé, et le Monde avait changé. »

L'œuvre exercera sur les minimalistes un attrait certain, avec des exécutions auxquelles participeront Meredith Monk en 1966, ou Gavin Bryars, Christopher Hobbs à Leicester en 1971, et Jean-Michel Bossini à l’école d’art d'Aix-en-Provence, avec une interprétation intégrale en solo au piano pendant 19 heures sans interruption du 4 au 5 mai 2004.

## Postérité
La première exécution intégrale en Europe par un seul pianiste, Thomas Bloch (plus connu pour être un interprète spécialiste des ondes Martenot, du glassharmonica et du cristal Baschet), eut lieu en juin 1984, à la galerie d'art Jade à Colmar (France), et dura 24 heures (de midi à midi). Le même pianiste rejoua les Vexations dans le petit studio où vécut Erik Satie, rue Cortot (Montmartre), à Paris, le 21 juin 1985 (de minuit à minuit), à l'invitation de la Fondation Erik Satie et de sa présidente, Ornella Volta. Il l'interpréta encore intégralement, toujours pendant 24 heures, lors du Holland Festival à Amsterdam, en 1988, à l'American Hotel, en présence de John Cage à qui le festival était consacré cette année-là.
Le pianiste québécois Rober Racine a également exécuté à plusieurs reprises Vexations, en novembre 1978 en 14 heures et 8 minutes, en décembre de la même année en 17 heures et 59 minutes, en janvier 1979 en 19 heures et enfin quatre mois plus tard en 17 heures.
L'interprétation prit même une tournure politique en étant jouée huit fois, du 29 septembre au 6 octobre 2001 à Buenos Aires (soit 6 720 fois le thème), en protestation contre la politique budgétaire du ministre de l'économie argentin.
Parmi les interprétations intégrales les plus récentes, on citera notamment celle proposée par Musée en musique dans le patio du musée de Grenoble le 15 décembre 2002, où dix-huit pianistes se sont succédé de 9h à 1h30 du matin, à la Cité de la musique le 8 février 2009 entre 8 heures et 3h15 du matin, 21 pianistes se succédant autour d'Alexandre Tharaud, le 16 et 17 mai 2009 de 18 heures à 16 heures, par Mark Lockett au Centre d'art et de littérature La Coopérative de Montolieu, ou le 4 décembre 2010 de 7 h à 22 h par Nicolas Horvath au Centre des congrès de Perpignan lors du Téléthon. Il est à noter que cette dernière performance a été intégralement retransmise en direct sur internet, ce qui, pour les Vexations, est une première.
En septembre 2010, un groupe de rock japonais - Core of Bells - invite le guitariste d'avant-garde Taku Sugimoto pour enregistrer une interprétation de Vexations (durée 9 min 51 s) parue sur CD.
Le 12 décembre 2012, le pianiste français Nicolas Horvath, habitué des Vexations, est invité par le Palais de Tokyo et y donne une version solo non-stop de 35 heures,. Commençant le 12 décembre à midi, et se terminant le 13 décembre à 23 heures, elle est actuellement la version piano solo et non-stop la plus longue jamais exécutée.
L'œuvre a été donnée une nouvelle fois dans la nuit du 1er au 2 octobre 2016 par les élèves et les membres des conservatoires de Paris (CRR et CNSM) au cours d'un marathon musical de 11 heures.
En 2020, l'artiste sonore Wladimir Schall enregistre le morceau de deux minutes sur une bande sans fin. Ce type de cassette – fabriquée à l'origine pour les anciens répondeurs – permet d'écouter la composition sans pause. La cassette est éditée à 84 exemplaires sur le label allemand Gagarin Records[réf. nécessaire]. 
Le 30 mai 2020, le pianiste Igor Levit donne à Berlin une version solo prévue pour durer 20 heures ou plus durant la pandémie de Covid-19. Sa performance est destinée à sensibiliser le public à la situation précaire de nombreux artistes durant cette pandémie. Il interprète la pièce en public en 2025 sous la direction de Marina Abramovic.